# Soeharto
Soeharto of Suharto, ook wel Haji Muhammad Soeharto (Kemusuk, 8 juni 1921 – Jakarta, 27 januari 2008) was een Indonesische generaal die van 1967 tot 1998 de tweede president van Indonesië was.

## Levensloop
Soeharto had geen gemakkelijke jeugd. Zijn ouders waren arme boeren die uit elkaar gingen en de jonge Soeharto woonde geruime tijd op verschillende adressen. Het is echter ook mogelijk dat zijn vader wel vermogend was, aangezien Soeharto verschillende opleidingen kon doen die niet mogelijk waren geweest zonder geld of aanzien, zeker niet in de tijd dat hij opgroeide. Zijn moeder heeft zich amper om hem bekommerd, Soeharto is door verschillende familieleden opgevoed.

### Generaalschap
Op 1 juni 1940 werd hij aangenomen als leerling op de militaire school van het Koninklijk Nederlands-Indisch Leger (KNIL) in Gombong, Midden-Java. Na zes maanden basisopleiding rondde hij die opleiding af en kreeg hij de rang van korporaal. In de Tweede Wereldoorlog werd hij naar Bandoeng gestuurd. Terwijl in 1940 Nederland door Duitsland was bezet en de Japanners aasden op de Indische olievoorraden, hadden de Nederlanders het KNIL opengesteld voor een grote instroom van voorheen uitgesloten Javanen. Soeharto werd ingedeeld bij Bataljon XIII te Rampal en volgde een korte opleiding aan de KNIL Kaderschool in Gombong om sergeant te worden en werd ingedeeld bij het KNIL-reservebataljon in Cisarua. 
Na de Nederlandse overgave in maart 1942 aan de binnenvallende Japanse troepen, verliet Soeharto het KNIL en ging terug naar Wurjantoro. Na maanden van werkloosheid werd hij vervolgens een van de duizenden Indonesiërs die van de gelegenheid gebruik maakten om zich bij de door Japan georganiseerde veiligheidstroepen aan te sluiten, door zich aan te sluiten bij de politie van Yogyakarta. In oktober 1943 werd Soeharto overgeplaatst van de politie naar de nieuw gevormde door Japan gesponsorde militie, de PETA (Verdedigers van het Vaderland) waarin inheemsen als officieren dienden. In zijn opleiding om te dienen in de rang van shodancho (pelotonscommandant) kwam hij een gelokaliseerde versie van de Japanse bushido tegen, of "weg van de krijger", gebruikt om troepen te indoctrineren. Deze training moedigde een anti-Nederlands en pro-nationalistisch denken aan, maar wel in de richting van de doelen van de Japanse keizerlijke militaristen. De ontmoeting met een nationalistische en militaristische ideologie zou Soeharto's eigen manier van denken diepgaand hebben beïnvloed.
Soeharto werd gestationeerd bij een PETA-kustverdedigingsbataljon in Wates, ten zuiden van Yogyakarta, totdat hij werd toegelaten tot opleiding tot compagniescommandant (chudancho) in Bogor van april tot augustus 1944. Als compagniescommandant leidde hij trainingen voor nieuwe PETA-rekruten in Surakarta, Jakarta en Madioen. De Japanse overgave en proclamatie van de Indonesische onafhankelijkheid in augustus 1945 vond plaats toen Soeharto werd gestationeerd in het afgelegen Brebeg-gebied (op de hellingen van de Wilis) om nieuwe onderofficieren te trainen om degenen te vervangen die door de Japanners werden geëxecuteerd in de nasleep van de door Supriyadi geleide, maar mislukte PETA-opstand van februari 1945 in Blitar. Hij werd later pelotonscommandant, compagniescommandant, regimentscommandant en bataljonscommandant met de rang van luitenant-kolonel.

### Indonesische Nationale Revolutie
Twee dagen na de Japanse overgave in de Stille Oceaan verklaarden de onafhankelijkheidsleiders Soekarno en Hatta de Indonesische onafhankelijkheid en werden ze benoemd tot respectievelijk president en vicepresident van de nieuwe Republiek. Soeharto ontbond zijn regiment in overeenstemming met bevelen van het Japanse commando en keerde terug naar Yogyakarta. Toen republikeinse groepen opstonden om de Indonesische onafhankelijkheid te claimen, hielp Soeharto bij het opzetten van een gevechtseenheid samen met een voormalige PETA-collega, Umar Slamet. Deze eenheid werd samengevoegd tot de nieuw gevormde Indonesische strijdkrachten (Tentara Keamanan Rakjat/TKR) die op 5 oktober 1945 werd opgericht. Zijn leiderschapskwaliteiten bij het leiden van verschillende aanvallen op Japanse soldaten in Yogyakarta om hun wapens in beslag te nemen, leidden tot Soeharto's promotie tot majoor. Hij kreeg het bevel over het nieuw gevormde Bataljon X van Regiment I, dat op zijn beurt deel uitmaakte van Divisie IX onder leiding van kolonel Sudarsono. In oktober 1945 heeft deze divisie de volledige controle over Yogyakarta veiliggesteld door de overgave van de resterende Japanse soldaten af te dwingen.
De komst van de geallieerden, onder een mandaat om de situatie terug te brengen naar de status quo ante bellum, leidde al snel tot botsingen tussen Indonesische republikeinen en geallieerde troepen, namelijk terugkerende Nederlandse en assisterende Britse troepen. Soeharto leidde zijn Bataljon X toen het naar het noorden werd gestuurd om de Britse opmars naar Yogyakarta vanuit de door de Britten bezette havenstad Semarang af te slaan. In een reeks veldslagen bij Magelang en Ambarawa die duurde van eind oktober tot december 1945, dwongen Republikeinse troepen de Britten zich te hergroeperen aan de grenzen van Semarang. Soeharto's gevechtsprestatie trok de aandacht van Sudirman, de commandant van de Republikeinse strijdkrachten, die hem begin 1946 promoveerde tot leider van het nieuw gevormde Regiment III van Divisie IX (2.250 man) met de rang van luitenant-kolonel. In mei 1946 werd Soeharto's overkoepelende Divisie IX samengevoegd tot nieuwe Divisie III onder leiding van de pas gepromoveerde generaal-majoor Sudarsono. Op 17 mei 1946 droegen de Britten de controle over Semarang over aan de Nederlandse "Tijger"-Brigade. Soeharto nam deel aan een veldslag bij Kendal waar Divisie III met succes een zuidwaartse opmars van de Nederlandse brigade stopte. Als bewijs van Soeharto's toenemende status nodigde luitenant-kolonel Sunarto Kusumodirdjo hem in juni 1946 uit om de werkrichtlijnen op te stellen voor het Markas Pertahanan Pelajar (MPP), een orgaan dat was opgericht om de commandostructuur van de Indonesische nationalistische strijdkrachten te organiseren en te verenigen. 
De overdracht van de Republikeinse hoofdstad van Jakarta naar Yogyakarta in januari 1946 stelde de gewapende eenheden daar bloot aan civiele politieke intriges, met name de "3 Juli-affaire". Het besluit van de regering-Soekarno om onderhandelingen met de Nederlanders te beginnen, veroorzaakte veel tegenstand van verschillende Indonesische facties, die samensmolten tot een groep genaamd PP (Persatoean Perdjoangan) onder leiding van de communistische politicus Tan Malaka. PP's verzet tegen onderhandelingen met de Nederlanders kreeg sympathie van vele delen van de strijdkrachten, waaronder de commandant Sudirman en Soeharto's directe overste, generaal-majoor Sudarsono. Op 27 juni 1946 gaf Sudarsono opdracht tot de ontvoering van premier Sutan Sjahrir, die de onderhandelingen met de Nederlanders leidde. Toen Soekarno het bevel gaf tot Sudarsono's arrestatie, zocht de complotleider zijn toevlucht in Soeharto's regimentshoofdkwartier aan de rand van Yogyakarta en nam de ontvoerde Sjahrir mee. Soeharto bood bescherming aan zijn meerdere Sudarsono, maar had ook in het geheim contact met Sudirman om erachter te komen of de commandant besloot Sudarsono's ontvoeringscomplot te steunen. Toen Sudirman aangaf dat Soekarno hem ervan had overtuigd Sudarsono niet te steunen, hielp Soeharto loyale regeringstroepen om Sudarsono te arresteren en de ontvoerde Sjahrir op 3 juli 1946 vrij te laten, waardoor hij zichzelf beschermde tegen de daaropvolgende zuivering van Divisie III in de nasleep van de affaire.
De affaire van 3 juli leidde tot een verdere herstructurering van Divisie III. In augustus 1946 was Soeharto hoofd van het in Yogyakarta gevestigde 22e Regiment, een van de zes regimenten van Divisie III (nu de "Diponegoro Division" genoemd) die verantwoordelijk was voor het gebied van Midden-Java. Volgens Nederlandse inlichtingenrapporten bestond Soeharto's regiment medio 1947 uit vier bataljons die regelmatig noordwaarts werden geroteerd naar de frontlinies rond Semarang om de Nederlandse troepen daar in bedwang te houden. De Nederlandse inlichtingendienst meldde dat Soeharto smokkelsyndicaten assisteerde bij het transport van opium door het gebied dat hij controleerde met de hulp van de Chinees-Indonesische koopman Liem Sioe Liong om te worden geruild met wapens, kleding, voedsel en andere benodigdheden.

### Luitenant-kolonel Soeharto in 1947
Op 21 juli 1947 lanceerden de Nederlanders Operatie Product, een militaire invasie in Republikeinse gebieden. In Midden-Java duwde de Nederlandse T-Brigade de Republikeinse troepen van Semarang naar Magelang voordat op 4 augustus een door de Verenigde Naties bemiddeld staakt-het-vuren werd aangekondigd. Soeharto leidde zijn troepen in de verdediging tegen deze aanval en werd later regelmatig gerouleerd als frontliniecommandant die verantwoordelijk was voor het bewaken van de staakt-het-vuren-lijn (Van Mooklinie) ten noorden van Yogyakarta.
Op 26 december 1947 trouwde Soeharto met Siti Hartinah (bekend als Madam Tien), de dochter van een minderjarige edelman in het Mangkunegaran koningshuis solo. Het gearrangeerde huwelijk was duurzaam en ondersteunend en duurde tot tien's dood in 1996. [4] Het echtpaar kreeg zes kinderen: Siti Hardiyanti Rukmana (Tutut, geboren 1949), Sigit Harjojudanto (geboren 1951), Bambang Trihatmodjo (geboren 1953), Siti Hediati (Titiek, geboren 1959), Hutomo Mandala Putra (Tommy, geboren 1962) en Siti Hutami Endang Adiningish (Mamiek, geboren 1964).
De ondertekening van het zeer nadelige Renville-akkoord in januari 1948 resulteerde in de evacuatie van 35.000 Republikeinse strijders van de door Nederland bezette kant van de staakt-het-vuren-lijn naar het gekrompen door de Republikeinen gecontroleerde gebied. Om de logge talloze gewapende groepen die zich in de Republikeinse gebieden verspreiden onder controle te houden, ondernam premier Mohammad Hatta rationalisatie van de strijdkrachten. In april 1948 werd Divisie III ("Diponegoro Division") teruggebracht van 16.000 naar 7.000 man. Soeharto werd herschikt als commandant van Brigade III van divisie III, die het bevel voerde over vier bataljons. Het impopulaire rationaliseringsbeleid stuitte vaak op bloedig verzet van vele facties van de Republikeinse krachten, die zich opnieuw verenigden rond de Indonesische Communistische Partij (PKI) onder leiding van Musso, die onlangs terugkeerde uit de Sovjet-Unie. Eind september 1948 namen aan de PKI gelieerde gewapende eenheden de controle over Madiun in Oost-Java over en riepen een "Sovjetrepubliek Indonesië" uit in oppositie tegen Soekarno en Hatta. Op 22 september stuurde de Republikeinse commandant Sudirman Soeharto naar het door de communisten bezette Madiun om Musso te ontmoeten in een mislukte poging om tot een vreedzame verzoening te komen. Op 30 september lanceerden loyale troepen een aanval op Madiun, wat resulteerde in de dood van Musso en de totale nederlaag van de rebellen tegen eind oktober 1948. Soeharto's brigade nam deel aan anticommunistische operaties in de gebieden ten oosten van Yogyakarta.
Op 19 december 1948 lanceerden de Nederlanders, om te profiteren van de zwakke situatie van de Republiek na de communistische opstand, Operatie Kraai, bedoeld om de Republiek voor eens en voor altijd te vernietigen. Deze invasie, geïnitieerd met een luchtaanval op Yogyakarta, resulteerde in de gevangenneming van Soekarno, Hatta en andere Republikeinse burgerleiders. Ondertussen werd het Republikeinse leger gedwongen het platteland op te gaan om guerrillaverzet te voeren in lijn met Sudirmans Wehrkreise-strategie.
Soeharto, die zijn zwangere vrouw achterliet in het door Nederland bezette Yogyakarta, leidde guerrilla-operaties vanuit het buitengebied ten zuiden van de stad. Op 28 december 1948 verdeelde divisie III-commandant kolonel Bambang Soegeng Midden-Java in drie verdedigingsgebieden ("Wehrkreise"). Soeharto werd aangesteld als bevelhebber van Wehrkreise III, bestaande uit twee bataljons die actief waren in de gebieden rond Yogyakarta, met zijn hoofdkwartier in de Menora-heuvels in Bantul. Van januari tot februari 1949 leed de Nederlandse T-Brigade verliezen van 44 doden en 129 gewonden door guerrilla-aanvallen in gebieden onder Soeharto's controle.
Bij invallen op 1 maart 1949 veroverden Soeharto's troepen en lokale milities grote delen van Yogyakarta en hielden het vast tot het middaguur. [bronvermelding nodig] Soeharto's latere verslagen hadden hem als de enige samenzweerder, hoewel andere bronnen zeggen dat Sultan Hamengkubuwono IX van Yogyakarta en de divisie III-commandant de aanval hebben bevolen. Generaal Nasution zei echter dat Soeharto grote zorgvuldigheid betrachtte bij de voorbereiding van het "Generaalsoffensief" (Indonesische Serangan Umum). De aanval bewees dat de Nederlanders de guerrillaoorlog nog lang niet aan het winnen waren. De internationale opinie veroordeelde de Nederlandse schending van het internationaal bemiddelde Renville-akkoord, waarbij de Verenigde Staten en de Veiligheidsraad van de Verenigde Naties de Nederlanders onder druk zetten om het militaire offensief te staken en de onderhandelingen te hervatten. Deze druk resulteerde in het Roem-Van Roijen-akkoord van 7 mei 1949, waarbij de Nederlanders ermee instemden gevangengenomen Republikeinse leiders vrij te laten en het gebied rond Yogyakarta terug te geven aan Republikeinse controle in ruil voor een staakt-het-vuren. Soeharto was verantwoordelijk voor de overname van Yogyakarta op de terugtrekkende Nederlandse troepen op 29 juni 1949. Op 9 juli 1949 leidde Soeharto de welkomstparade voor onlangs vrijgelaten Republikeinse leiders (waaronder Soekarno en Hatta) naar Yogyakarta, terwijl hij de volgende dag een soortgelijke parade leidde voor de door tuberculose geteisterde Sudirman terug naar de stad vanuit zijn landelijke guerrillabasis. Op 27 december 1949 droegen de Nederlanders de soevereiniteit over aan de Verenigde Staten van Indonesië.

### Militaire carrière na de onafhankelijkheid
In 1950 diende Soeharto als commandant van Brigade X ("Garuda Mataram Brigade") van Diponegoro-divisie, bestaande uit vier bataljons van elk ongeveer 800 man. In april 1950 leidde Soeharto deze brigade naar Makassar als onderdeel van een expeditieleger om een opstand van voormalige KNIL-aanhangers van de door Nederland gevestigde staat Oost-Indonesië onder leiding van Andi Azis (Makassar-opstand) te onderdrukken. Tijdens zijn verblijf in Makassar maakte Soeharto kennis met zijn buren, de familie Habibie, wiens oudste zoon B.J. Habibie later Soeharto's vicepresident zou worden en hem zou opvolgen als president. Soeharto's brigade hield zich later bezig met de moeilijke missie om zowel voormalige KNIL-militairen als voormalige pro-Republikeinse guerrilla's te ontwapenen en te integreren in het leger. Zijn brigade versloeg in juni 1950 een weerbarstige voormalige guerrilla-eenheid onder Arief Rate (die werd gedood) en vijandige voormalige KNIL-soldaten in zware stadsgevechten in het centrum van Makassar, waarbij zeventien militairen sneuvelden. Soeharto en zijn brigade keerden in september 1950 terug naar Midden-Java met de succesvolle ontbinding van de staat Oost-Indonesië in de nieuw gevormde Eenheidsrepubliek Indonesië.
In november 1951 werd Soeharto aangesteld om leiding te geven aan de uitgebreide Pragola-Brigade (bestaande uit negen bataljons) gestationeerd in Salatiga. In december 1951 kwam een van Soeharto's bataljons (Bataljon 426), bestaande uit voormalige islamitische milities, in opstand ter ondersteuning van de aanhoudende Darul Islam-opstand op West-Java. Van eind december 1951 tot eind januari 1952 leidde Soeharto "Operasi Merdeka Timur V" die met succes het opstandige bataljon versloeg in wrede gevechten in Klaten-gebied. Restanten van Bataljon 426 sloten zich aan bij Darul Islam-opstandelingen die actief waren in het noordwestelijke deel van Midden-Java en die pas in 1957 werden verslagen. 
In maart 1953 werd Soeharto benoemd tot commandant van Infanterie Regiment III, bestaande uit vier bataljons (3.704 man) gestationeerd in Surakarta, en organiseerde zijn deelname aan de strijd tegen Darul Islam-opstandelingen in het noordwesten van Midden-Java en anti-bandietenoperaties in het gebied van de Merapi. Hij probeerde ook alomtegenwoordige linkse sympathieën onder zijn troepen te stoppen (een van zijn linkse ondergeschikten in deze periode was Untung bin Sjamsuri, die later de 30 September-beweging in 1965 zou leiden). Zijn ervaring in deze periode liet Soeharto achter met een diepe afkeer van zowel islamitisch als communistisch radicalisme, waarvan hij geloofde dat het alleen kon worden bestreden met een materiële en financiële toereiking van de kant van het volk. 
Op 3 september 1956 werd Soeharto bevorderd tot bevelhebber van de Diponegoro-Divisie met de rang van kolonel, gestationeerd in Semarang en verantwoordelijk voor de provincies Midden-Java en Yogyakarta. Na een reeks anti-Jakarta "regionale staatsgrepen" door militaire commandanten op de eilanden Sumatra en Sulawesi, en de daaropvolgende afkondiging van de staat van beleg (Staat van Oorlog en Beleg) door president Soekarno in maart 1957, werd Soeharto regionaal krijgswetbeheerder voor de twee provincies. Met een brede macht over civiele zaken in zijn handen, begon Soeharto verschillende fondsenwervende activiteiten te organiseren om zijn slecht betaalde troepen te financieren onder de coördinatie van het "financiële en economische kantoor" van de divisie. Op basis van de fondsenwervingstactieken die hij tijdens de revolutionaire oorlog gebruikte, richtte Soeharto liefdadigheidsorganisaties ("jajasans") op die "donaties" zouden ontvangen van alle ondernemingen die in de provincies actief waren en "onofficiële belasting" zouden heffen op de levering van goederen en diensten. Met de hulp van etnisch-Chinese zakenlieden zoals Bob Hasan organiseerde Soeharto ruilhandel van suiker en kopra naar Singapore in ruil voor de noodzakelijke voedselvoorraden. Tegen 1959 hadden Soeharto's jajasans een kapitaal verworven van Rp 75.750.800. 
De nederlaag van de PRRI-Permesta-opstanden (waarbij Soeharto's divisiesoldaten sterk betrokken waren) werd gevolgd door het decreet van president Soekarno van 5 juli 1959 waarbij de macht bij de president werd geconcentreerd. Als onderdeel van de herbevestiging van de controle van de centrale regering, lanceerde legerchef generaal Abdul Haris Nasution een landelijk optreden tegen regionale militaire corruptie, waaronder de commerciële activiteiten van Soeharto in Midden-Java. In juli 1959 stuurde Nasution het hoofd van de interne audit van het leger, brigadegeneraal Sungkono, om de financiële transacties van de Diponegoro-divisie te controleren. Uit het onderzoek bleek dat hoewel een deel van de opbrengsten van Soeharto's jajasans werd gebruikt voor liefdadigheidsdoeleinden, het grootste deel van het ingezamelde geld niet kon worden verantwoord. Op 1 november 1959 werd Soeharto uit zijn divisiecommando gezet en kreeg hij de opdracht om legerstaf- en commandotraining (SSKAD, nu SESKOAD) in Bandoeng bij te wonen. 
Ondanks deze tegenslag zorgden Soeharto's eerdere diensten ervoor dat zijn toekomstige carrière ongestoord bleef. In Bandoeng werd hij in januari 1960 bevorderd tot brigadegeneraal. Soeharto studeerde in december 1960 af aan de SSKAD met een proefschrift over een grotere militaire rol in de politieke, economische en sociale ontwikkeling van Indonesië. Vervolgens werd hij benoemd tot operationeel plaatsvervanger van de stafchef van het leger in Jakarta. In maart 1961 kreeg hij een extra commando, als hoofd van de nieuwe algemene reservemacht van het leger genaamd Tjadangan Umum Angkatan Darat/TJADUAD (later omgedoopt tot Komando Strategis Angkatan Darat/KOSTRAD), een kant-en-klare luchtmobiele strijdmacht. Daarnaast werd hij in oktober 1961 aangesteld om het nieuwe luchtverdedigingscommando van het leger (Komando Pertahanan Udara Angkatan Darat/KOHANUDAD) te leiden. 
Op 9 januari 1962 werd Soeharto gepromoveerd tot de rang van generaal-majoor en benoemd tot leider van Mandala Commando, een gezamenlijk leger-marine-luchtmachtcommando van 42.000 soldaten dat het militaire aspect van de campagne organiseerde om Nederlands Nieuw-Guinea (dat Indonesiërs "West-Irian" noemden) te veroveren op de Nederlanders die het voorbereidden op onafhankelijkheid buiten Indonesië, in strijd met de bepalingen van de Nederlands-Indonesische Ronde Tafel Conferentie van 1949. Zijn positie als Mandala-commandant, gevestigd in Makassar, zorgde voor krijgswetmacht over Sulawesi, de Maluku-eilanden en de Kleine Soenda-eilanden met een oppervlakte van 5 miljoen vierkante kilometer. Soeharto organiseerde infiltratie van ongeveer 3.000 Indonesische soldaten in het betwiste gebied door de lucht en over zee, hoewel deze infiltranten meestal diep in de jungle werden gedropt zonder effect op de Nederlandse controle over bevolkingscentra. Met massale Sovjetbewapening en zelfs mankrachthulp formuleerde Soeharto een zeer riskant plan om het Nederlandse militaire hoofdkwartier in Biak binnen te vallen en te veroveren met behulp van 25.000 soldaten in een lucht- en amfibische operatie met de codenaam Operasi Djajawidjajaja die op 15 augustus 1962 was ingesteld. Soeharto kreeg echter het bevel om de operatie af te breken terwijl hij al op zijn plaats was op het geavanceerde hoofdkwartier op het eiland Peleng, bij Sulawesi. Op 15 augustus ondertekenden de Nederlanders onder zware Amerikaanse druk het Akkoord van New York waarbij de controle over West-Irian in oktober 1962 werd afgestaan aan UNTEA (United National Temporary Executive Authority). Op 1 mei 1963 droeg UNTEA de controle over het gebied over aan Indonesië. Op die dag leidde Soeharto een "overwinningsparade" van Indonesische soldaten voor president Soekarno in de hoofdstad van West-Irian, Sukarnapura (voorheen Hollandia, nu Jayapura). 
Na de ontbinding van Mandala Commando in mei 1963 keerde Soeharto terug naar Jakarta om zijn post als KOSTRAD (voorheen TJADUAD) commandant te worden. Als bewijs van zijn anciënniteit werd hij in juli 1963 benoemd tot plaatsvervangend hoofd van de adviesraad voor hogere promoties van het leger (WANDJAKTI). Soeharto toonde opnieuw zijn voorliefde voor commerciële transacties en gebruikte zijn KOSTRAD-commando om verschillende jajasans op te richten die ogenschijnlijk functioneerden om fondsen te werven om de operationele behoeften van KOSTRAD te dekken. In april 1964 richtte Soeharto Jajasan Darma Putra op, dat in de loop van de tijd aandelen verwierf in een reeks bedrijven uit de transport-, bank- en productiesectoren (zoals Mandala Airlines en Bank Windu Kentjana). 
In deze periode verschoof Soekarno het land geleidelijk naar links door de groei van de Indonesische Communistische Partij (PKI) te bevorderen om de macht van het leger binnen zijn geleide democratiesysteem tegen te gaan. In mei 1964 verklaarde Soekarno de militaire confrontatie met het nieuw gevormde Maleisië, met als doel de oprichting van de "Staat Noord-Kalimantan" onder leiding van de Communistische Partij van Noord-Kalimantan. Om het militaire aspect van deze confrontatie te organiseren, vormde Soekarno het Vigilance Commando (Komando Siaga/KOGA) onder leiding van luchtmachtcommandant Omar Dhani. In oktober 1964 werd KOGA omgevormd tot Vigilance Mandala Commando (Komando Mandala Siaga/KOLAGA) met uitgebreide krijgswetbevoegdheden over de eilanden Sumatra en Kalimantan, die grenzen aan Maleisië. Dhani bleef aan als KOLAGA-commandant, terwijl Soeharto werd aangesteld als KOLAGA eerste plaatsvervanger met gezag over operationele zaken. KOLAGA organiseerde infiltratie van Indonesische soldaten en vrijwilligers (evenals Maleisische communisten) in Maleisië, waar ze zich bezighielden met jungle-oorlogvoering met Britse en Gemenebestsoldaten die werden ingezet om het ontluikende Maleisië te beschermen. 
Hoewel ze publiekelijk het confrontatiebeleid van Soekarno steunden, was de legerleiding zeer terughoudend om zich in te zetten voor de militaire confrontatie tegen Maleisië, waarvan zij van mening waren dat alleen de PKI er baat bij had ten koste van het leger. Bovendien werd het leger gekleineerd door de benoeming van luchtmachtcommandant Dhani, een bekende communistische sympathisant, als KOLAGA-commandant. Legerchef luitenant-generaal Ahmad Yani en Soeharto zorgden ervoor dat de best voorbereide troepen en vitale voorraden op Java bleven om escalatie van het conflict te voorkomen. Deze strategie werd gesteund door legercommandant in Noord-Sumatera, kolonel Kemal Idris, die een uitgesproken anticommunist was. De legercommandant in Kalimantan, brigadegeneraal Mustafa Sjarif Supardjo, was echter een toegewijde communistische sympathisant die het nauwelijks verhulde sabotagebeleid van het legerhoofdkwartier sterk kwalijk nam. Hij zou later een belangrijke deelnemer worden in de 30 September Beweging tegen de hoogste legerleiding. In tegenstelling tot Yani, die zijn afkeuring van het confrontatiebeleid nauwelijks verhulde, slaagde Soeharto erin zijn publieke optreden als enthousiaste aanhanger van Soekarno's anti-Maleisische beleid te behouden. 
In augustus 1964 gaf Soeharto de inlichtingenofficier van KOSTRAD, luitenant-kolonel Ali Murtopo, toestemming om verschillende officieren (waaronder de toekomstige chef van de strijdkrachten Leonardus Benjamin Moerdani) te sturen om geheime vredesgevoelens te verspreiden naar de Maleisische regering. Soeharto's positie in KOLAGA bood hem ook meer sinistere commerciële kansen bij het organiseren van de smokkel van rubber, hout en andere primaire producten van Noord-Sumatera naar Maleisië met behulp van etnisch-Chinese vissers.
Generaal Soeharto speelde in het crisisjaar 1965 een nog niet opgehelderde rol. De spanningen in de republiek namen destijds hand over hand toe, door de politiek van confrontatie tegen Maleisië door Soekarno, de snel instortende economie en de groeiende invloed van de communisten. In augustus/september gonsde het van de geruchten van een staatsgreep van links of een staatsgreep van rechts. Soeharto, hoofd van de militaire inlichtingendienst, heeft mogelijk bij een groep linkse officieren het gerucht verspreid van een staatsgreep door de legerleiding, waarna die officieren besloten die voor te zijn.
Op 1 oktober 1965 werd bijna de hele legertop uitgemoord door kolonel Oentoeng (hoofd presidentiële garde) en zijn mannen. Generaal Nasution ontsnapte aan de dood. Soeharto bleef buiten schot, rekende de hele groep in en begon in de volgende weken met een grote moordpartij onder de verdachte communisten. Achteraf is het nog steeds de vraag hoe hij als enige hoge generaal zo snel met zijn eenheid (KOSTRAD -oftewel de Mobiele Strategische Kommando-eenheid) op de hoogte had kunnen zijn en de andere generaals niet.
Soeharto nam de plaats in van de vermoorde stafchef Yani in het Kabinet Dwikora I, en had feitelijk de macht in handen. Eind februari 1966 probeerde Soekarno zich nog te doen gelden door de minister van oorlog, generaal Abdul Harris Nasution, te ontslaan. Maar Soeharto maakte duidelijk wie voortaan de baas was in Indonesië. In maart kreeg Soeharto via de Supersemar de feitelijke macht, die hij meteen gebruikte door onder andere de Communistische Partij van Indonesië (PKI) te verbieden en vijftien aan Soekarno gelieerde ministers te arresteren.
In de periode 1965-1966 vonden gewelddadige moorden en afrekeningen plaats op Midden-Java en Bali. Deze omvangrijke massamoord eiste tussen de 500.000 en 1 miljoen slachtoffers. Het was de grootschalige afrekening met de vijanden van Soeharto en van het leger terwijl op Bali de gelegenheid ook te baat werd genomen door groepen uit de bevolking om op grote schaal oude vetes op gruwelijke wijze te beslechten. Tijdens deze pogrom werd vooral de arme bevolking het slachtoffer. Deze massaslachting geldt in Zuidoost-Azië als een van de meest bloedige periodes uit de naoorlogse geschiedenis.
Een grote rol op de achtergrond speelde de Jezuïet pater Joop Beek, die een van Soeharto's naaste politieke adviseurs werd. Beek vertegenwoordigde in Indonesië de belangrijke katholieke minderheid die een relatief grote machtspositie had opgebouwd en die net als Soeharto uitdrukkelijk tegen de opkomst en mogelijke machtsovername door communisten was. Beek was al sinds 1938 in Indonesië en was er in de jaren 1960 werkzaam in het onderwijs in Jakarta. Hij had ook al invloed op Soekarno, maar door diens neiging naar het communisme ontstond een verwijdering met de katholieken.
Door het open gaan van de archieven in de Verenigde Staten is meer bekend geworden van de rol van de CIA en van de Amerikaanse ambassadeur Marshall Green bij de staatsgreep van Soeharto in 1965.

### Presidentschap

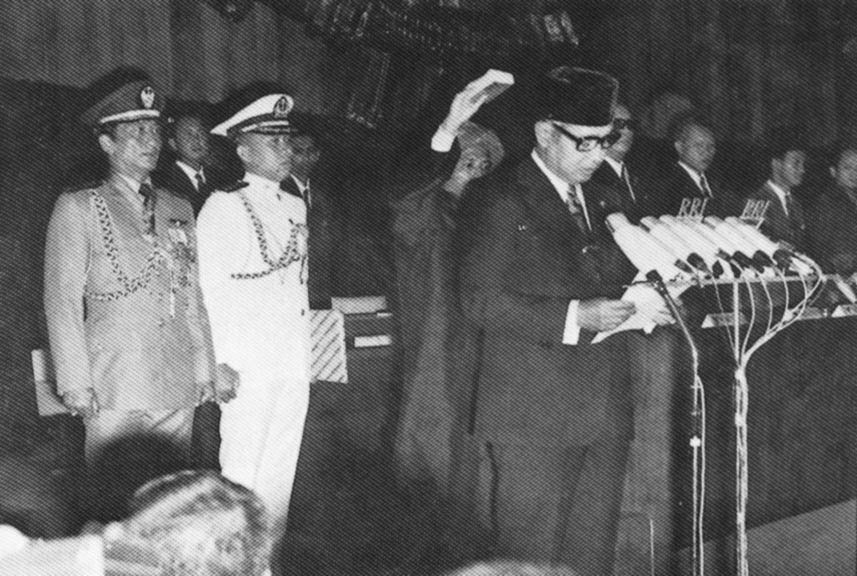
De benoeming van Soeharto tot president van Indonesië in 1968

Generaal Soeharto greep de macht op 11 maart 1966 na een brief van zijn voorganger Soekarno (de Supersemar). Op 12 maart 1967 werd hij aangewezen als waarnemend president door de MPRS (het Tijdelijke Raadgevend Volkscongres) en leidde hij de kabinetten Ampera I en II. Op 27 maart 1968 benoemde diezelfde MPRS Soeharto definitief tot president, waarop hij zijn eerste Ontwikkelingskabinet vormde.

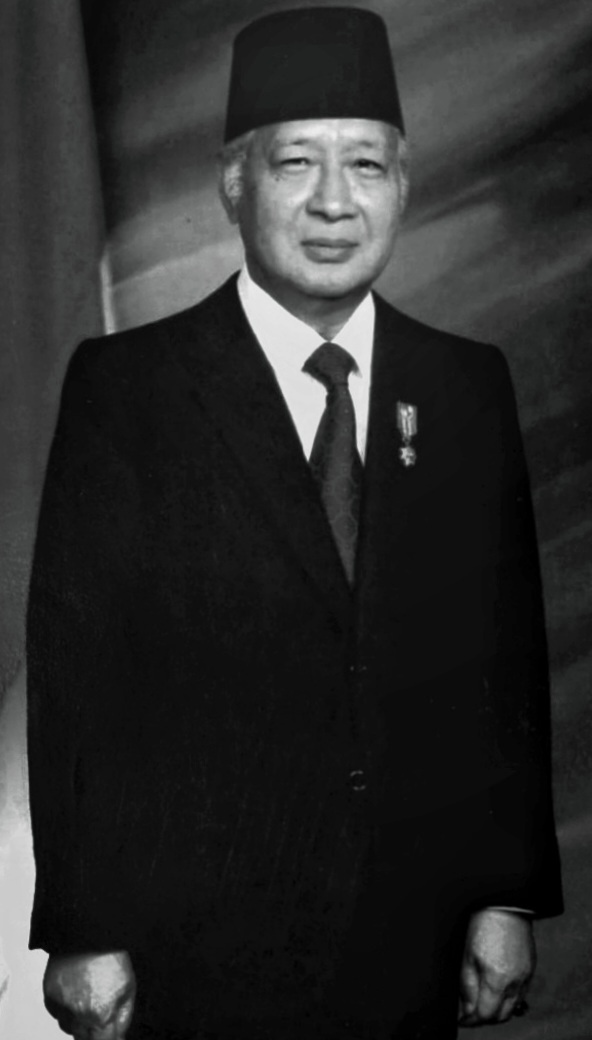
portret van President Soeharto in 1988

Tijdens Soeharto's periode van Nieuwe Orde wonnen hij en zijn Golkar-beweging de parlementsverkiezingen in 1971, 1977, 1982, 1987, 1992 en 1997 telkens met overmacht, en keer op keer werd Soeharto dan ook opnieuw als president aangewezen. Hij vormde in deze decennia achtereenvolgens de Ontwikkelingskabinetten II, III, IV, V, VI en VII. Tijdens de laatste ambtstermijn, op 21 mei 1998, trok hij zich terug uit de politiek. Zijn terugtrekking volgde op de oproeren in mei 1998. Hij werd opgevolgd door zijn vicepresident Bacharuddin Jusuf Habibie en de periode van Nieuwe Orde ging over in de Reformasi.
Soeharto werd vaak "Pak Harto" (Meneer of Vader Harto) genoemd, een aanspreektitel die hijzelf introduceerde om zich geforceerd als "vader van het Indonesische volk" te afficheren, zulks in de plaats van Soekarno, die van het volk spontaan de koosnaam "Bung Karno" (Oudere Broer Karno) had gekregen.
Tijdens Soeharto's regime wist Indonesië een economische bloei te bereiken waardoor een voordien vrijwel afwezige middenklasse was ontstaan die Soeharto's politieke machtsbasis vormde. Aan deze economische groei kwam een einde door de Aziatische financiële crisis van 1997. Een jaar later, in 1998, kwam een einde aan zijn presidentschap. Indonesië werd zeer zwaar getroffen door de economische crisis: de nationale munt, de Rupiah, was in precies een jaar tijd naar een kwart van zijn oorspronkelijke waarde gekelderd, wat het land in diepe armoede dompelde. Dezelfde middenklasse die Soeharto altijd had gesteund maar die de allengs verworven welvaart opeens verdampt zag, zorgde nu voor zijn roemloze val. Soeharto werd door het leger tot aftreden gedwongen na een brede volksopstand.
In juli 2007 maakte men bekend de door hem gemaakte winsten (geschat op 470 miljoen euro) te willen terugvorderen én vermeldde er nadrukkelijk bij dat het geen strafproces zou zijn.

### Persoonlijk leven

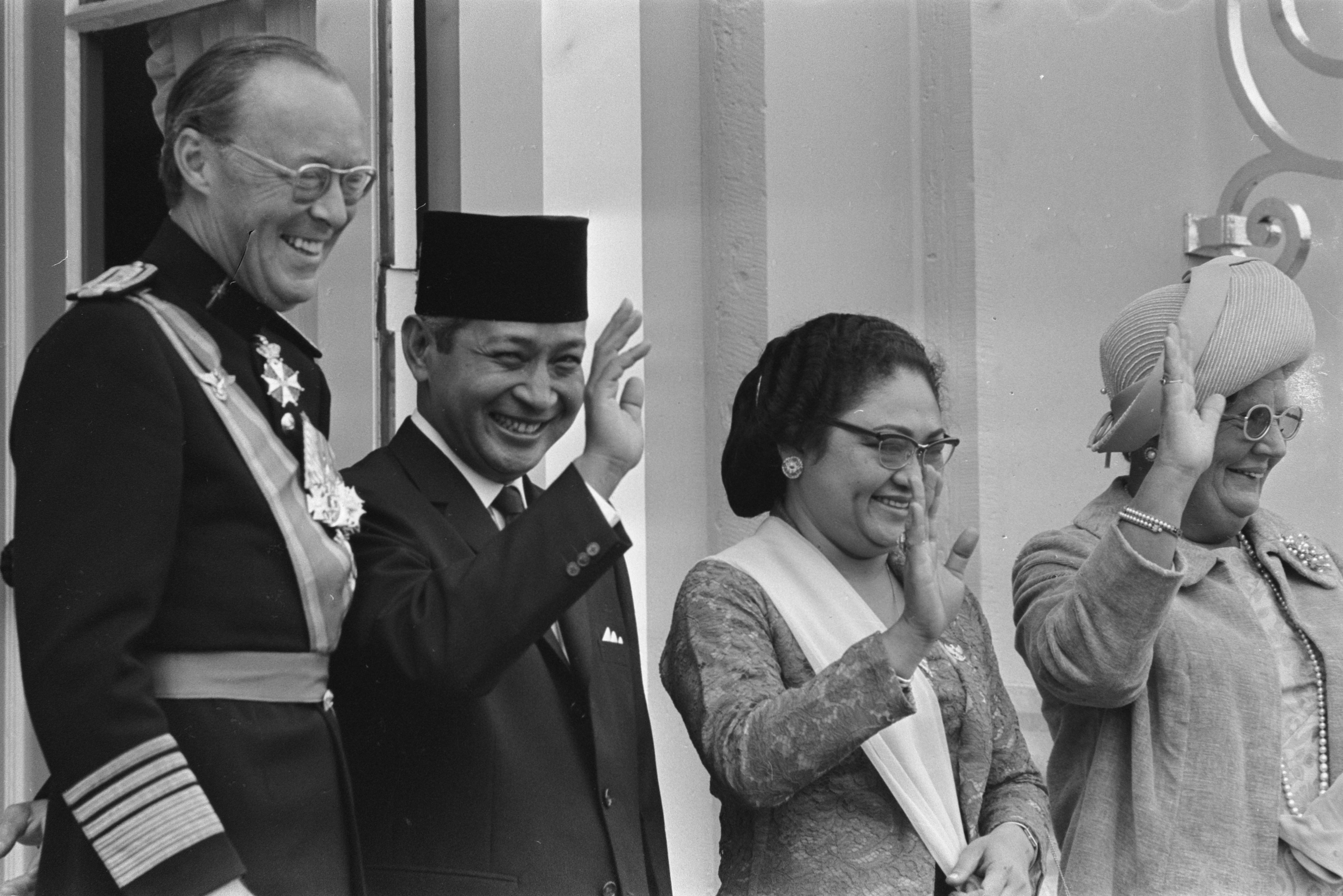
Soeharto en Siti Hartina met Koningin Juliana en Prins Bernard in 1970

Soeharto was getrouwd met Siti Hartina ("Tien"); ze hadden zes kinderen: Siti Hardijanti Hastuti (Tutut), Sigit Harjojudanto, Bambang Trihatmodjo, Siti Hutami Endang Adiningsih, Siti Hediati en Hutomo Mandala Putra (Tommy). De vrouw van Soeharto werd, vanwege haar gewoonte een commissie te eisen ter grootte van een tiende van de kosten van elk project, dat door haar toedoen tot stand kon komen, in de volksmond "Tien Percen" genoemd.

### Gezondheid en overlijden
Soeharto werd op 4 mei 2006 opgenomen in het ziekenhuis vanwege interne bloedingen. Sindsdien onderging hij diverse operaties om het probleem te verhelpen. Op 23 mei 2006 werd hij opnieuw in het ziekenhuis opgenomen, wederom vanwege interne bloedingen. Zijn toestand was tijdelijk kritiek, Op 31 mei 2006 werd Soeharto na diverse operaties te hebben ondergaan, ontslagen uit het ziekenhuis.
Op 4 januari 2008 werd bekend dat Soeharto's toestand weer was verslechterd en dat hij opnieuw in het ziekenhuis (in Jakarta) was opgenomen. Hij had problemen met zijn nieren en vocht in zijn longen. Op 8 januari werd gemeld dat zijn toestand verder achteruit was gegaan en dat deze kritiek was geworden.
Op 11 januari werd gemeld dat Soeharto het bewustzijn had verloren en dat vicepresident Jusuf Kalla in het ziekenhuis in de hoofdstad Jakarta was aangekomen. Kalla is de officiële getuige van Soeharto's overlijden.
Op 27 januari 2008 om 13.10 uur plaatselijke tijd overleed Soeharto op 86-jarige leeftijd.